# ヨウ化水素酸
ヨウ化水素酸(Hydroiodic acid)は、ヨウ化水素の無色の水溶液である。強酸で、水溶液中では完全に電離する。濃縮溶液は、通常、48-57%のヨウ化水素を含む。

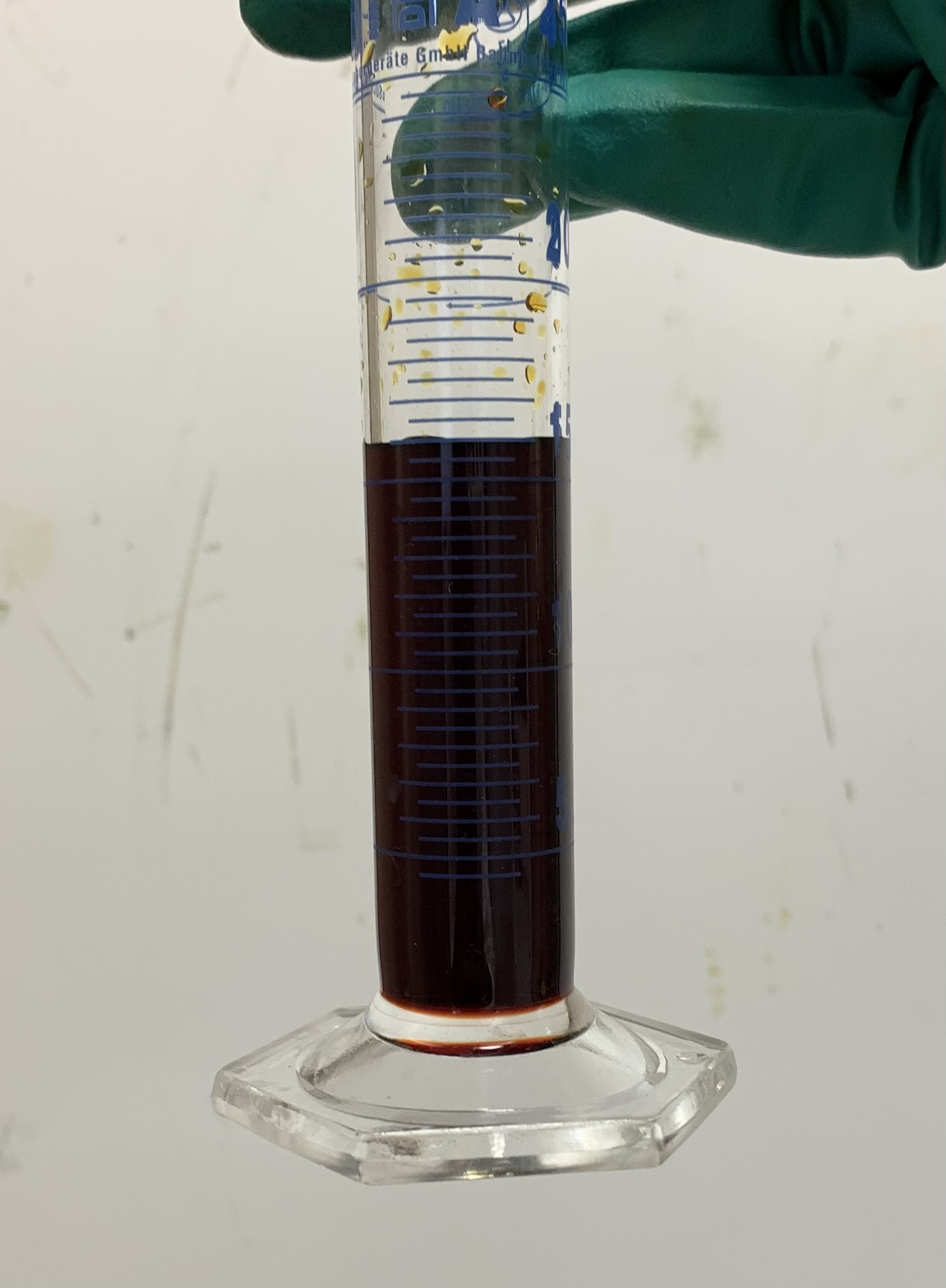
ヨウ化水素酸の酸化溶液

## 反応
空気中の酸素と反応し、ヨウ素を生じる。
4 HI + O2 → 2 H2O + 2 I2
他のハロゲン化水素と同様に、アルケンに付加してヨウ化アルキルを生じる。また、芳香族ニトロ化合物からアニリンへの還元等の際に還元剤としても用いられる。

### カティバ法
カティバ法は、ヨウ化水素酸の主要な用途の一つであり、メタノールのカルボニル化による酢酸生産の助触媒として機能する。

### 違法利用
エフェドリンやプソイドエフェドリンからのメタンフェタミン合成の際の還元剤として用いることができるため、アメリカ麻薬取締局のDEAリストIに掲載されている。